# Mascota

El pingüí Tux, la mascota de Linux

Una mascota és un ésser (sovint un animal) o una cosa que serveix com a símbol o per a portar sort a un grup de persones, una institució, una empresa o un esdeveniment important.
Abusivament s'empra el terme per a significar animal de companyia.
Per a fer de mascota, s'acostuma a utilitzar la imatge més o menys transformada d'un animal que té una relació, a voltes força llunyana, amb el grup o l'esdeveniment que representa.
El mot és d'origen recent i prové de l'occità mascòta, que vol dir sortilegi. Es va popularitzar quan el compositor francès Edmond Audran va compondre l'opereta La Mascotte, estrenada a París el 30 de desembre de 1880, que va estar més d'un any en cartell ininterrompudament gràcies al gran succés que va obtenir.
Unes de les mascotes més populars són les mascotes olímpiques, que es van començar a popularitzar a partir dels Jocs Olímpics de l'any 1968
Algunes mascotes;
- Cobi, mascota dels Jocs Olímpics de Barcelona 1992.
- Naranjito, mascota de la Copa del Món de Futbol de 1982.
- Tux, mascota del Linux.